# Cyrtochilum aureum
La sasasasa o zaza-zaza (Cyrtochilum aureum) es una especie de orquídea.  Las especies de Cyrtochilum han sido segregadas del género Oncidium debido a sus largos rizomas con espaciados pseudobulbo con 3 o 4 pares de largas hoja alrededor de la base, con una inflorescencia con muchas flores de gran tamaño.  

## Descripción
Son orquídeas de pequeño tamaño con hábitos de epifita, a veces, terrestres o litofitas con pseudobulbos elipsoides, ovales que están subtendidos por varios pares de brácteas foliáceas, imbricadas, articuladas,  evanescentes  y dísticas con hojas lineal oblanceoladas, atenúadas al pecíolo caniculadas, carinada y veteada con estrechamiento abajo en la base aguda, peciolada. Florece en la primavera en una inflorescencia  basale, erecta  a arqueada, flexible de 60 cm  de largo, congestionada, racemosa o paniculada, con 5-7 flores. La inflorescencia surge en un pseudobulbo maduro a través de la axila de la vaina de la hoja.

## Distribución
Se encuentra en   Bolivia, Ecuador y Perú, con crecimientos terrestres o epífitas y ocasional litofíticas  en bosques nublados o en laderas de arcilla expuestas entre la hierba que se encuentra entre los 2000 a 4.700 metros de altitud. 

## Taxonomía
Cyrtochilum aureum fue descrito por (Lindl.) Senghas y publicado en Die Orchideen 76: 2205. 1997
Etimología
Cyrtochilum: nombre genérico que deriva del griego y que se refiere al labelo curvado que es tan rígido que es casi imposible de enderezar.
aureum: epíteto latíno que significa "dorada"
Sinonimia
- Cyrtochilum mystacinum Lindl.
- Dendrobium bicolor (Ruiz & Pav.) Pers.
- Dicrypta bicolor (Ruiz & Pav.) Bateman ex Loudon
- Maxillaria bicolor Ruiz & Pav.
- Odontoglossum aureum (Lindl.) Garay
- Odontoglossum aureum (Lindl.) Rchb. f.
- Odontoglossum aureum var. stenochilum (Lindl.) Garay
- Odontoglossum bicolor Lindl.
- Odontoglossum cochleatum (Lindl.) Rchb.f.
- Odontoglossum crocatum Linden & Rchb.f.
- Odontoglossum dichromum Rolfe
- Odontoglossum festatum Rchb.f.
- Odontoglossum hemichrysum Rchb.f. & Warsz.
- Odontoglossum mystacinum (Lindl.) Lindl.
- Odontoglossum rigidum Lindl.
- Oncidium aureum Lindl.
- Oncidium aureum var. stenochilum Lindl.
- Oncidium bicolor (Lindl.) Beer
- Oncidium cochleatum Lindl.
- Oncidium dichromum Rolfe
- Oncidium dichroneura Rolfe
- Oncidium festatum Rchb. ex Warsz.
- Oncidium festatum Rchb. f. & Warsz.
- Oncidium hemichrysum (Rchb.f. & Warsz.) Rchb.f.
- Oncidium mystacinum (Lindl.) Beer
- Oncidium rigidum (Lindl.) Beer
- Ornithidium bicolor Lindl. ex Rchb.f.
- Siederella aurea (Lindl.) Szlach., Mytnik, Górniak & Romowicz	[6][7]